# Gais Futsal
Gais Futsal är en futsalförening från Göteborg, och som bildades 2015. Föreningen har för nuläget ett herrlag och ett damlag.

## Herrlaget
Herrlaget bildades 2015 och övertog FC Linnés plats i Svenska Futsalligan (SFL) samma säsong. Laget lyckades inte hålla sig kvar utan åkte ut ur serien, men säsongen 2017/18 spelade man återigen i SFL. Detta år sattes publikrekord i futsal i Sverige, när IFK Göteborg Futsal tog emot Gais Futsal i Scandinavium med en publik på 2457 personer. Samma säsong vann laget SM i strandfotboll och kvalificerade sig för Euro Winners Cup i Portugal. Dock lyckades man inte hålla sig kvar i SFL och spelar sedan säsongen 2018/19 i Division 1.

## Damlaget
Sedan 2019/2020 spelar damlaget i Regionala Futsalligan. De vann SM-guldet 2022, efter att ha besegrat Djurgårdens IF Futsal i finalen, och har kommit tvåa 2021 och 2023 efter förlust i SM-finalerna mot IFK Göteborg Futsal respektive Borås AIK.

## Ungdomslag
Gais Futsal har tillsammans med den lokala göteborgsklubben BK Skottfint bedrivit ett mångårigt samarbete inom futsal på barn- och ungdomsnivå, främst för flickor. Samarbetet har gett ett stor sportslig framgång, främst i form av serievinster och cupvinster. Säsongen 2024/2025 kvalade F17-laget till Futsal-SM, där man tog sig hela vägen till final men där det blev en förlust i finalen mot ett rutinerat IFK Kumla.